# Subterranean Jungle
Subterranean Jungle es el séptimo álbum de la banda punk rock The Ramones. Fue lanzado en febrero de 1983. y trepó a la posición 83 en el Billboard de los éxitos musicales. Fue relanzado el 20 de agosto de 2002 en CD por Rhino Records.
Fue grabado en los estudios Kindom Sound de Long Island bajo la producción de Richie Cordell y Glen Kolotkin.

## Historia
Después de un 1982 inactivo en cuanto a grabaciones y el paso de un año sin sacar un disco, la banda regresa con uno de sus álbumes compositivamente más flojos, fruto tal vez de la agudización de los problemas personales de Dee Dee Ramone y Marky Ramone, y el desagrado de Johnny Ramone debido al rumbo que habían tomado en los dos discos precedentes. Marky Ramone fue despedido durante el proceso de grabación del álbum. Se le puede ver detrás de la ventana en la portada del álbum. En los vídeos musicales de "Psycho Therapy" y "Time Has Come Today," aparece Richie Ramone tocando la batería.

## Canciones
"Time Bomb" cuenta con Dee Dee haciendo de vocalista líder por primera vez en un álbum de Ramones. Contiene tres covers oscuros de los 60s como "Little Bit O' Soul" de la banda Explotion, y éxitos de los 70s como "I Need Your Love" de Boyfriends que abren el lado uno y una versión de los Chambers Brothers "Time Has Come Today", un éxito de 1966 que contó en la versión de The Ramones con la participación del exbaterista del grupo Heartbreakers Billy Rogers ante la deserción de Marky por los problemas que afrontaba en la banda, es Dee Dee el que se lleva las palmas en la parte compositiva, Joey por su parte compone "My-My Kind Of A Girl", "What'd ya do" y "Everytime I eat Vegetables". 
"Outsider" más tarde fue interpretada por Green Day en el disco tributo a Ramones "We're a Happy Family: A Tribute to the Ramones" y también fu lanzado en su álbum recopilatorio Shenanigans. "Psycho Therapy" fue grabado por Skid Row como parte de su álbum "B-Side Ourselves". La banda de rock sueca, The Hellacopters, registro "What'd Ya Do?" para el disco tributo "The Song Ramones The Same".

## Lista de canciones
| Side one |                                                       |                                  |          |  |
| N.º      | Título                                                | Escritor(es)                     | Duración |  |
| 1.       | «Little Bit O' Soul»                                  | Kenneth Hawker, John Shakespeare | 2:43     |  |
| 2.       | «I Need Your Love»                                    | Bobby Dee Waxman                 | 3:03     |  |
| 3.       | «Outsider»                                            | Dee Dee Ramone                   | 2:10     |  |
| 4.       | «What'd Ya Do?»                                       | Joey Ramone                      | 2:24     |  |
| 5.       | «Highest Trails Above»                                | Dee Dee Ramone                   | 2:09     |  |
| 6.       | «Somebody Like Me»                                    | Dee Dee Ramone                   | 2:34     |  |
| 7.       | «Psycho Therapy»                                      | Dee Dee Ramone, Johnny Ramone    | 2:35     |  |
| 8.       | «Time Has Come Today»                                 | Willie Chambers, Joseph Chambers | 4:25     |  |
| 9.       | «My-My Kind of a Girl»                                | Joey Ramone                      | 3:31     |  |
| 10.      | «In the Park»                                         | Dee Dee Ramone                   | 2:34     |  |
| 11.      | «Time Bomb»                                           | Dee Dee Ramone                   | 2:09     |  |
| 12.      | «Everytime I Eat Vegetables It Makes Me Think of You» | Joey Ramone                      | 3:04     |  |

2002 Expanded Edition CD (Warner Archives/Rhino) bonus tracks

| 2002 Expanded Edition CD (Warner Archives/Rhino) bonus tracks |                                      |                                         |          |  |
| N.º                                                           | Título                               | Escritor(es)                            | Duración |  |
| 13.                                                           | «Indian Giver» (Original Mix)        | Bobby Bloom, Ritchie Cordell, Bo Gentry | 2:45     |  |
| 14.                                                           | «New Girl in Town»                   | Ramones                                 | 3:33     |  |
| 15.                                                           | «No One to Blame» (Demo)             | Ramones                                 | 2:24     |  |
| 16.                                                           | «Roots of Hatred» (Demo)             | Ramones                                 | 3:36     |  |
| 17.                                                           | «Bumming Along» (Demo)               | Ramones                                 | 2:20     |  |
| 18.                                                           | «Unhappy Girl» (Demo)                | Ramones                                 | 2:20     |  |
| 19.                                                           | «My-My Kind of Girl» (Acoustic Demo) | Joey Ramone                             | 3:10     |  |

## Personal

### Ramones
- Joey Ramone – voz líder
- Johnny Ramone – guitarra líder
- Dee Dee Ramone – bajo, coros. Voz en Time Bomb
- Marky Ramone – batería (en todos los tracks excepto en el track 8)

### Músicos adicionales
- Walter Lure - guitarra extra
- Billy Rogers - batería en track 8

### Producción
- Ritchie Cordell – producción
- Glen Kolotkin – producción
- Ron Cote – ingeniero
- George DuBose – fotografía
- Tony Wright – arte de portada